# Sokaraja (Pagentan)
Sokaraja is een bestuurslaag in het regentschap Banjarnegara van de provincie Midden-Java, Indonesië. Sokaraja telt 2062 inwoners (volkstelling 2010).